# La Bastide-des-Jourdans
La Bastide-des-Jourdans település Franciaországban, Vaucluse megyében. Lakosainak száma 1723 fő (2022. január 1.). La Bastide-des-Jourdans Montfuron, Montjustin, Pierrevert, Beaumont-de-Pertuis, Grambois és Vitrolles-en-Luberon községekkel határos.

## Népesség
A település népességének változása:
| Lakosok száma | 1339 | 1448 | 1598 | 1566 | 1579 | 1614 | 1652 | 1686 | 1723 |
|               | 2013 | 2015 | 2016 | 2017 | 2018 | 2019 | 2020 | 2021 | 2022 |